# Campanula fragilis
Campanula fragilis är en klockväxtart som beskrevs av Domenico Maria Leone Cirillo. Campanula fragilis ingår i släktet blåklockor, och familjen klockväxter.

## Underarter
Arten delas in i följande underarter:
- C. f. cavolinii
- C. f. fragilis